# Halle d'Aix-en-Othe
Pour les articles homonymes, voir halle et marché couvert.
La halle d'Aix-en-Othe est un marché couvert situé sur la commune d'Aix-en-Othe, dans le département de l'Aube, en France.

## Historique
En 1860 est démolie l'ancienne halle en pierre. La halle « moderne » conçue par Aristide Fortier et édifiée en 1889, appartient par son architecture, à la famille des constructions de Victor Baltard. 
Restauré en 1997, le marché couvert d’Aix-en-Othe est une œuvre qui valorise le patrimoine de cette ville. L'édifice est inscrit au titre des monuments historiques par arrêté du 28 juin 1995. 

## Description
La Halle d'Aix-en-Othe est construite en fonte, en fer et en briques.
Sa disposition générale ne comprend qu’une seule nef dont la structure métallique s’appuie sur 20 colonnes extérieures en fonte, encastrées dans un soubassement de pierre. Huit autres colonnes intérieures assurent la stabilité de l’ensemble. 
Les murs sont constitués jusqu'aux fermes de la charpente d'un appareillage en briques à trois tons et décor losangé et continués par-delà par des plaques en verre armé.
Le toit est recouvert de plaques de zinc et doublé à l’intérieur d’un parquet de sapin. Un lanterneau rehausse le comble principal en métal. Quatre grands portails sont établis dans les axes de circulation. Les tympans vitrés de ces portails dessinent des éventails.

## Galerie

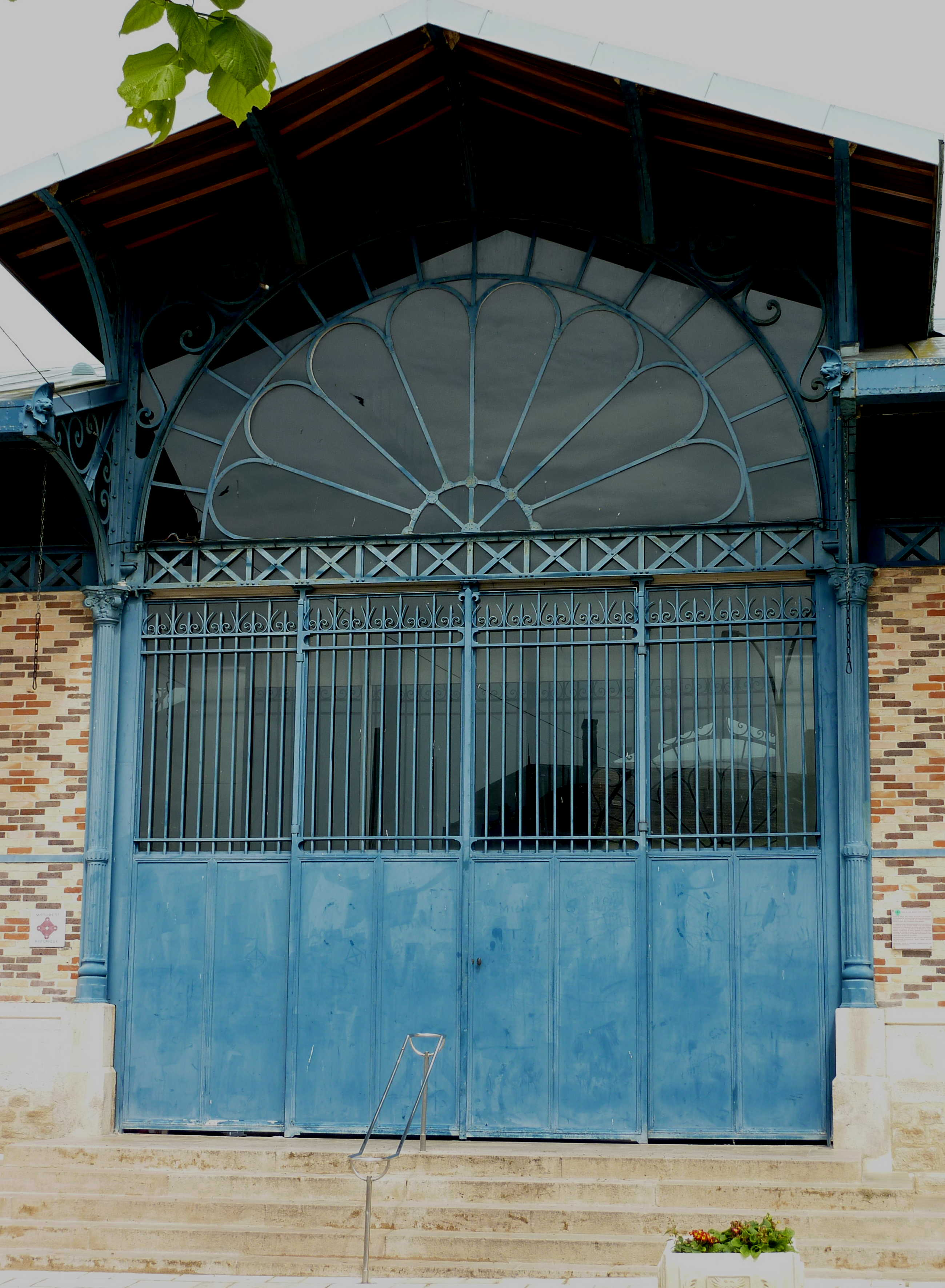
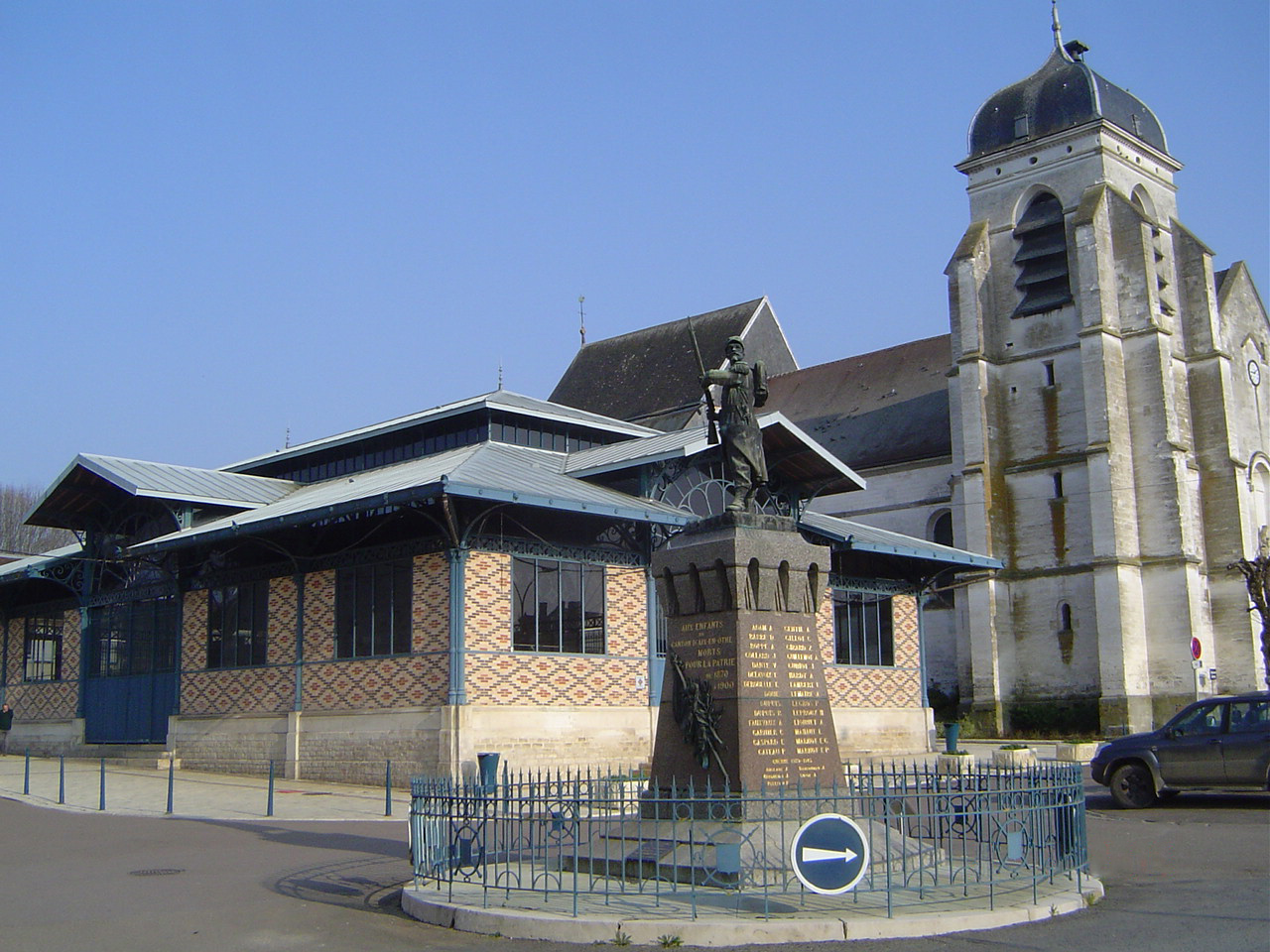
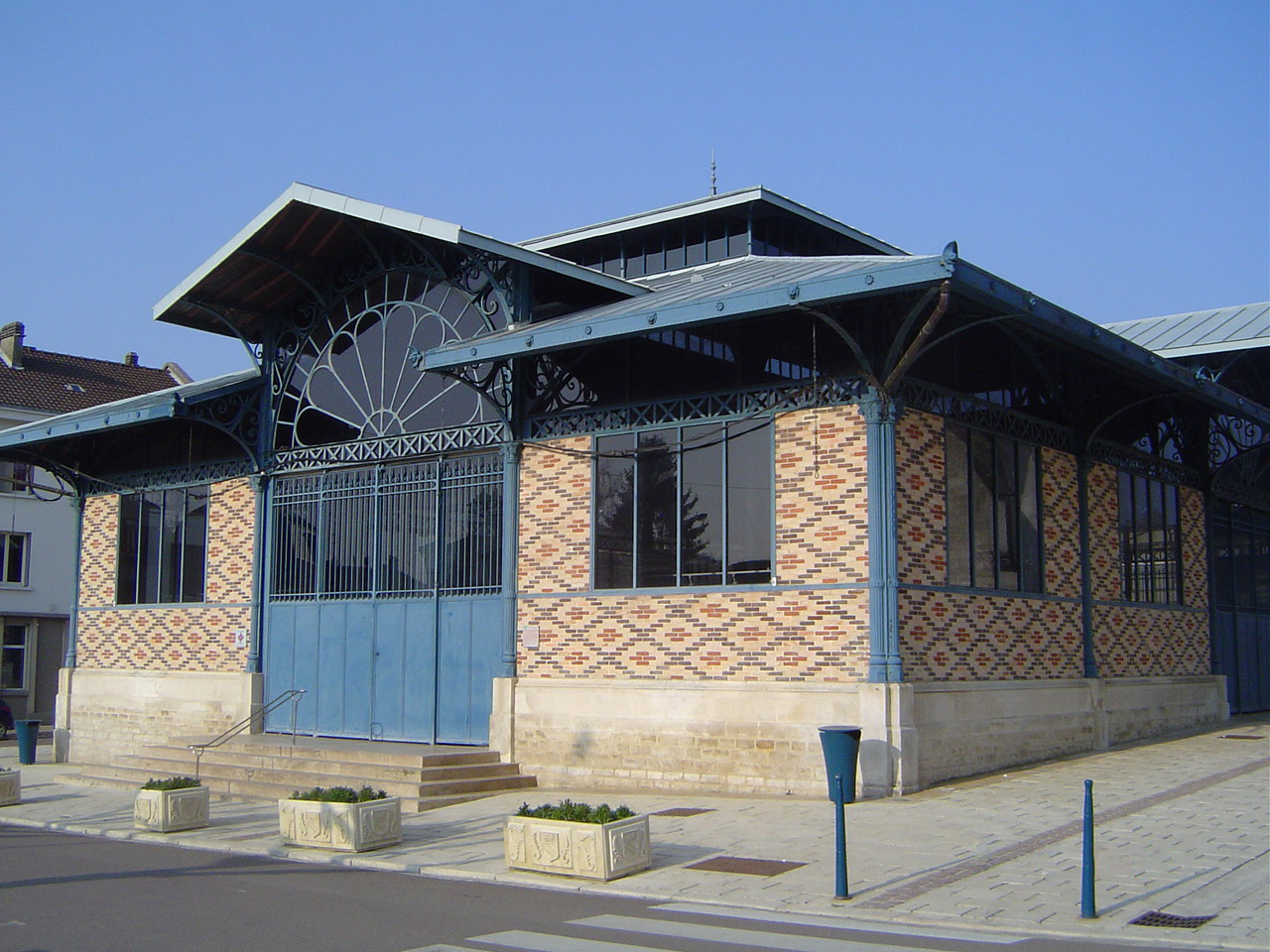
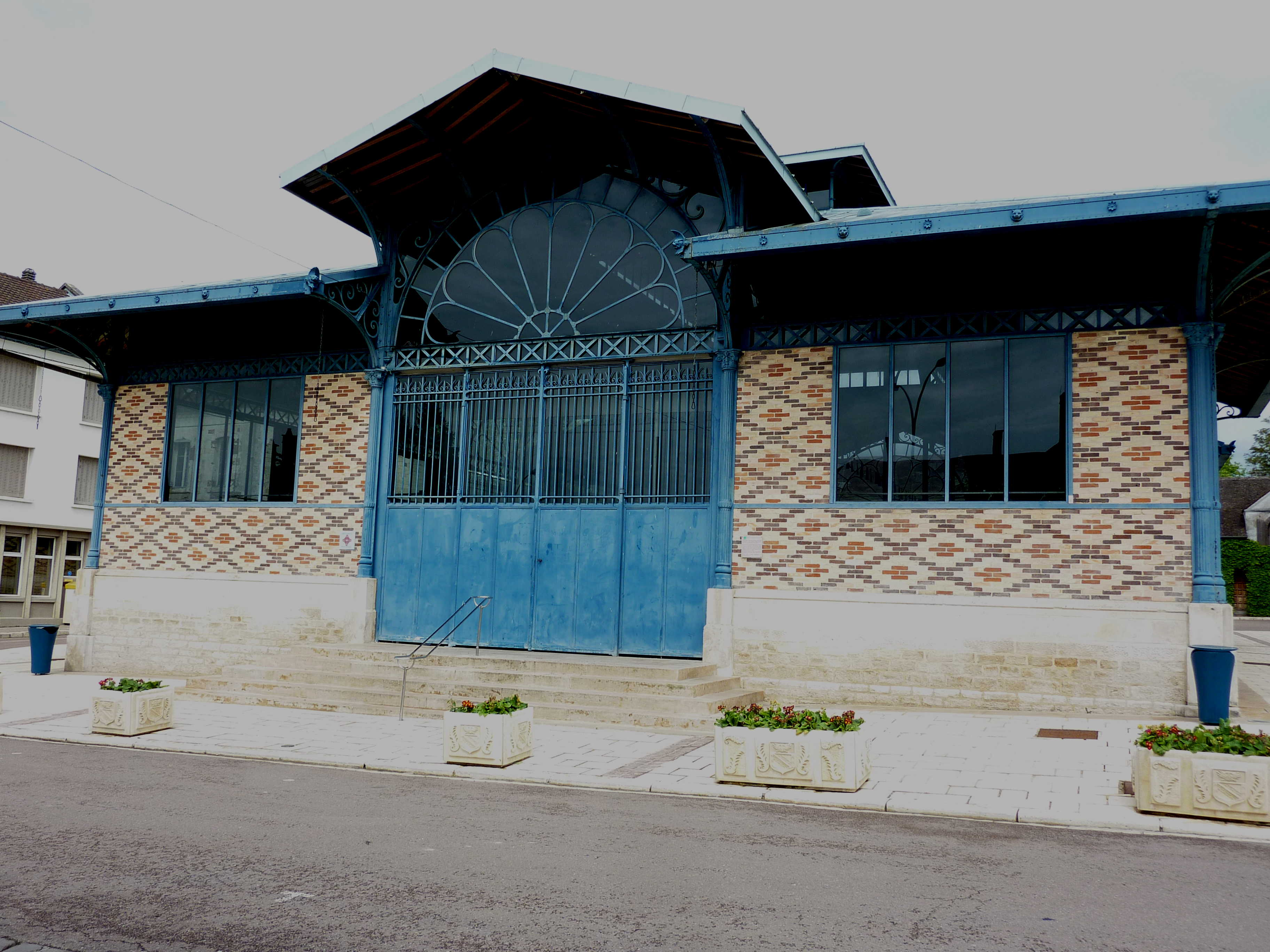

## Valorisation du patrimoine
Le marché d'Aix-en-Othe a été classé parmi les cent plus beaux marchés de France.